# Попович, Владица
Владимир «Владица» Попович (серб. Владимир "Владица" Поповић; 17 марта 1935, Земун, Белград — 10 августа 2020, Белград) — югославский футболист, полузащитник; тренер.

## Биография

### Карьера игрока
Попович дебютировал в 1953 году с «Црвена звезда», в этом клубе он выступал в течение следующих 11 лет, выиграв пять чемпионских титулов и три кубка. В общей сложности с марта 1950 по июнь 1965 года он сыграл 499 матчей за команду из столицы Югославии, забив 38 голов. После того, как Попович покинул родину, он играл в Германии за две штутгартские команды, «Штутгарт» и «Штутгартер Кикерс». В 1968 году он переехал в Южную Америку, где закончил карьеру в Венесуэле с «Депортиво Канариас».
Попович поехал на чемпионат мира по футболу 1958 года в качестве запасного игрока, не сыграв ни одного матча, а на мундиале 1962 года в Чили провёл все шесть матчей в своей сборной. В общей сложности он сыграл 20 матчей в основной сборной, кроме этого, выступал за Югославию B и молодёжную сборную, а также участвовал в олимпийском турнире 1956 года в Мельбурне, где завоевал серебряную медаль.

### Тренерская карьера
Карьеру тренера Попович начал там, где закончил карьеру игрока, — в Венесуэле. Его первым клубом стала «Португеса», затем он переехал в Колумбию, где добился успеха в первый же год, выиграв национальный чемпионат с «Санта-Фе». Он продолжал курсировать между двумя странами Южной Америки до возвращения на родину, где тренировал «Напредак» и «Трепчу». В 1984 году он вернулся в Колумбию, а затем в 1991 году со своим бывшим клубом, «Црвеной Звездой», выиграл Межконтинентальный кубок по футболу. С 1992 по 1993 год он также работал тренером сборной Перу.

## Титулы

### В качестве игрока
- Чемпион Югославии (5): 1955/56, 1956/57, 1958/59, 1959/60, 1963/64
- Обладатель Кубка Югославии (3): 1957/58, 1958/59, 1963/64

### В качестве тренера
- Чемпион Колумбии (2): 1971, 1974
- Чемпион Венесуэлы (2): 1975, 1977
- Обладатель Межконтинентального кубка (1): 1991